# 무라오카 마미
무라오카 마미(일본어: 村岡 真実, 1998년 3월 11일 ~ )는 일본의 여자 축구 선수이다.

## 구단 경력
2016년 나데시코 리그의 오르카 가모가와 FC에 입단했고, 5년동안 팀에서 뛰었다.

## 국가대표팀 경력
그녀는 2018년 FIFA U-20 여자 월드컵에 참가할 일본 U-20 국가대표팀에 발탁되었으며, 5경기에 출전, 우승에 기여했다.